# سیارک ۹۷۴۶
سیارک ۹۷۴۶ (به انگلیسی: 9746 Kazukoichikawa، نامگذاری:1988VS1) نه هزار و هفتصد و چهل و ششمین سیارک کشف شده‌است که در ۷ نوامبر ۱۹۸۸ کشف شد.
قدر مطلق سیارک برابر ۱۴٫۱۰ است.